# François Autain
Pour les articles homonymes, voir Autain.
François Autain, né le 16 juin 1935 à Luché-sur-Brioux (Deux-Sèvres) et mort le 21 décembre 2019 à Biarritz (Pyrénées-Atlantiques), est un homme politique français.
Maire de Bouguenais de 1971 à 1993, parlementaire pendant une trentaine d'années, Autain est aussi secrétaire d'État dans les trois gouvernements de Pierre Mauroy entre 1981 et 1983. Il est consécutivement membre du Parti socialiste unifié, du Parti socialiste, du Mouvement républicain et citoyen puis finalement du Parti de gauche.

## Biographie

### Vie personnelle

#### Études
Après des études au lycée Clemenceau de Nantes et l'obtention d'un doctorat en médecine, il s'établit en 1964 comme médecin généraliste à Bouguenais, commune de la banlieue nantaise. Également détenteur d'un certificat d'études spécialisées en médecine du travail, il exerce ensuite comme médecin dans un cabinet de groupe.

#### Famille
Il est le frère du chanteur Yvan Dautin (né en 1945), lui-même père de Clémentine Autain, et père de Kristian Autain, grand reporter à France 2 et photographe.

### Parcours politique

#### Débuts et ancrage local
Il débute son engagement politique en tant que militant de l'Union nationale des étudiants de France opposé à la guerre d'Algérie. Devenu adhérent du Parti socialiste unifié (PSU) en 1968, il se présente sous cette étiquette, sans succès, aux élections cantonales dans le canton de Bouaye en 1970. Élu maire de Bouguenais (Loire-Atlantique) en 1971, il est réélu à trois reprises, et il conserve la direction du conseil municipal jusqu'en 1993, avant de le céder à Françoise Verchère, alors première adjointe, pour ensuite redevenir conseiller municipal.
En 1975, il quitte le PSU et adhère au Parti socialiste (PS), et rallie le courant du Centre d'études, de recherches et d'éducation socialiste (CERES), animé par Jean-Pierre Chevènement. 
Il est nommé délégué national du PS en charge de la santé en 1979.

#### Entrée à l'Assemblée nationale
C'est sous les couleurs du PS qu'il est élu lors des élections législatives de mars 1978, dans la troisième circonscription de la Loire-Atlantique, celle-là même où il n'avait remporté que 8,44 % des suffrages exprimés au premier tour des élections législatives de mars 1973, sous la bannière du PSU. Avec 51 % des suffrages exprimés obtenus au second tour, il bat le sortant RPR, Benoît Macquet qui n'en recueille que 49 %. Au Palais Bourbon, il s'inscrit au groupe socialiste et siège au sein de la commission des Affaires culturelles lors de ses deux mandats.

#### Responsabilités gouvernementales
L'accession de François Mitterrand à la Présidence de la République le conduit à ses premières responsabilités ministérielles. Le 22 mai 1981, il est nommé secrétaire d'État auprès du ministre d'État, ministre de la Solidarité nationale, chargé de la Sécurité sociale, au sein du premier gouvernement de Pierre Mauroy. Réélu député dès le premier tour des élections législatives du 14 juin 1981, avec 51,47 % des suffrages exprimés contre 40,48 % pour Benoît Macquet, il démissionne immédiatement afin de pouvoir continuer à exercer des fonctions ministérielles, et Jacques Floch lui succède sur les bancs de l'Assemblée. Ainsi, du 23 juin 1981 au 22 mars 1983, il se voit confier le secrétariat d'État auprès du ministre de la Solidarité nationale, chargé des Immigrés, dans le gouvernement Mauroy II. Puis, le 22 mars 1983, il est nommé secrétaire d'État auprès du ministre de la Défense, chargé de la Défense, dans le gouvernement Mauroy III.

#### 27 ans au Sénat
Candidat aux élections sénatoriales du 25 septembre 1983 en Loire-Atlantique et tête de la liste d'Union de la majorité présidentielle, il obtient 560 des 2 084 suffrages exprimés et devient le tout premier sénateur de gauche à représenter la Loire-Atlantique au Sénat. Il s'inscrit au groupe socialiste, et quitte le gouvernement le 4 octobre 1983.
Comme tête de liste du PS, le maire de Bouguenais conserve son siège sénatorial du renouvellement du 27 septembre 1992, en obtenant 796 des 2 154 suffrages exprimés, remportant deux des cinq sièges à pourvoir dans le département. Il est successivement secrétaire du Sénat de 1992 à 1995, puis questeur de la Haute Assemblée de 1995 à 2001.  
Du 4 mai au 5 novembre 1992, il est représentant suppléant à l'Assemblée parlementaire du Conseil de l'Europe. 
Lors des élections sénatoriales du 23 septembre 2001, il est toutefois écarté par la fédération socialiste de la Loire-Atlantique de la liste PS-PCF au profit de Charles Gautier. Il décide néanmoins de se représenter à la tête d'une liste de gauche dissidente avec le soutien des Verts. Sa liste remporte un siège, avec 428 des 2 323 suffrages exprimés. 
François Autain est ainsi exclu du PS au mois d’octobre, après y avoir appartenu pendant 26 années. Il siège parmi le groupe communiste, républicain, citoyen et des sénateurs du Parti de gauche (CRC-SPG), et est membre du groupe français de l'Union interparlementaire. Parallèlement, il rejoint le Mouvement des citoyens dirigé par Chevènement, et fait campagne pour la candidature présidentielle de ce dernier en 2002. 
Au cours de son mandat, le sénateur est membre des commissions des Affaires étrangères (1983-1986), des Affaires culturelles (1986-1996) et 2001-2004) et des Affaires sociales (1992, 1996-2001 et 2004-2011). Entre 1996 et 2001, François Autain est aussi membre du conseil de surveillance de la Caisse nationale de l'assurance maladie des travailleurs salariés. Il accède à la fonction de juge titulaire à la Cour de justice de la République d'octobre 1998 à mars 1999, date à laquelle il démissionne de ses fonctions, à la suite du procès du sang contaminé.
Il saisit la Commission nationale de déontologie de la sécurité (CNDS) à la suite d'un tir avec un lanceur de balle de défense à Nantes, lors d'une manifestation lycéenne contre la loi Pécresse le 27 novembre 2007, qui avait blessé sérieusement un lycéen de 17 ans, perdant l'usage d'un œil,,.
En novembre 2008, François Autain rejoint le Parti de gauche nouvellement créé par Jean-Luc Mélenchon.
En 2010, il devient président de la commission d'enquête sur le rôle des firmes pharmaceutiques dans la gestion par le gouvernement de la grippe A (H1N1), commission qu'il avait appelée de ses vœux. Sa dernière intervention publique au Palais du Luxembourg, en janvier 2011, est consacrée à la défense d'une proposition de loi relative à l'aide active à mourir.
Début 2011, il préside la mission d'information parlementaire du Sénat sur le Mediator.
Il ne se représente pas lors du renouvellement sénatorial de 2011, et se retire dans les Landes, à Soorts-Hossegor. 

### Décès
Sa nièce et députée Clémentine Autain annonce son décès à l'âge de  quatre-vingt-quatre ans survenu dans la nuit du 20 au 21 décembre 2019 à Biarritz,. De nombreuses personnalités lui rendent hommage, comme les sénateurs Yannick Vaugrenard et Laurence Cohen, le Président du conseil départemental de la Loire-AtlantiquePhilippe Grosvalet, ou encore Johanna Rolland, maire de Nantes.

## Synthèse des résultats électoraux

### Élections législatives
| Année | Parti  | Parti | Circonscription           | 1er tour | 1er tour | 1er tour | 2d tour | 2d tour | Issue |
| Année | Parti  | Parti | Circonscription           | Voix     | %        | Rang     | Voix    | %       | Issue |
| ----- | ------ | ----- | ------------------------- | -------- | -------- | -------- | ------- | ------- | ----- |
| 1973  |        | PSU   | 3e de la Loire-Atlantique | 4 457    | 8,44     | 5e       |         |         | Battu |
| 1978  |        | PS    | 3e de la Loire-Atlantique | 22 104   | 33,36    | 1er      | 34 943  | 51,0    | Élu   |
| 1981  | 30 344 | PS    | 3e de la Loire-Atlantique | 51,47    | 1er      |          |         | Élu     |       |